# Cliffs Esperance Tennis International 2012
Il Cliffs Esperance Tennis International 2012 (Australia F9 Futures 2012) è stato un torneo di tennis facente della categoria ITF Women's Circuit nell'ambito dell'ITF Women's Circuit 2012 e dell'ITF Men's Circuit nell'ambito dell'ITF Men's Circuit 2012. Sia il torneo maschile che quello femminile si sono giocati a Esperance in Australia dal 1° al 7 ottobre 2012 su campi in cemento.

## Campioni

### Singolare maschile
Adam Feeney ha battuto in finale  Alex Bolt con il punteggio di 3–6, 7–6(2), 6–2.

### Doppio maschile
Alex Bolt /  Benjamin Mitchell hanno battuto in finale  Adam Feeney /  Zach Itzstein con il punteggio di 6–2, 6–3.

### Singolare femminile
Olivia Rogowska ha battuto in finale  Ashleigh Barty con il punteggio di 6–0, 6–3.

### Doppio femminile
Ashleigh Barty /  Sally Peers hanno battuto in finale  Victoria Larrière /  Olivia Rogowska con il punteggio di 4–6, 7–6(5), [10–4].